# 優美
優美（日语： Yūmi，1997年12月11日—），日本女性寫真偶像。於大阪府出身。所屬事務所為Angel Production。

## 生平

### 早年經歷
1997年12月11日，優美在大阪府出生。她的父親是伊賀人。她本人表示，自己祖父母的家就是一家忍者屋。
她在升上小學4年級之後，便在學校因「各種各樣的理由」而笑不出來。她的父母為了令她「可以練習怎樣笑出來」，而把之送到事務所Angel Production。

### 偶像生涯
優美在10歲開始（2007年）以年少偶像的身份進行活動，並推出多部秋叶原系獨立製作作品。在網上獲得了一定人氣。
2013年，她在日本集英社的《週刊Playboy》上登場，該本雜誌把她稱為「神乳生」。同年她亦在《週刊寶島》（2013年10月號）上亮相。2014年3月20日，她憑着《天然美少女 ～優美出道～》（天然美少女 ～ゆうみデビュー～）一作專業出道（即脫離獨立製作的階段）。
2015年，她參與了白泉社的「NEXT寫真女王之戰 3rd Season」（NEXTグラビアクイーンバトル）。
優美在2016年11月開始以「優美in evolution」的名義參與地下偶像活動，主要活動範圍為大阪。2017年7月26日，她跟青山光、桐山瑠衣共演的《VR女子宿舍物語》（VR女子寮物語）開售。
2019年12月25日，優美舉辦最後一場地下偶像活動。之後繼續以寫真偶像的身份進行活動。

## 人物
優美是個動漫迷，擅長轉碟。
她因為受到友人母親的提醒，而在10歲開始戴上胸罩（當時她有C罩杯）。她的乳房亦在之後不斷變大：初一時她有D罩杯，之後漲大至E罩杯（初二）和F罩杯（初三）。根據對外公佈的資料，她在2017年有H罩杯。她認為自身的乳房很有自己的風格。
截至2017年，她仍在一家餐廳做兼职。

## 外部連結
- 優美的X（前Twitter）
- 優美的Instagram帳戶